# Primorias
Primorias o Primorías fue un territorio o una ciudad altomedieval de localización discutida en el norte de la península ibérica, en las actuales Asturias o Cantabria.

## Primeras citas
El término Primorias aparece por primera vez en las Crónicas de Alfonso III el Magno haciendo referencia a los territorios repoblados por Alfonso I el Católico:

...Eo tempore populantur Primorias, Lebana, Transmera, Supporta, Carranza, Bardulia quae nunc Castella apellantur et pars maritima Galleciae...

...en aquel tiempo fueron pobladas Primorias, Liébana, Trasmiera, Sopuerta, Carranza, Bardulia, que ahora es llamada Castilla y la costa de Gallaecia...

## Posibles localizaciones

### Asturias
- Primorias sería un territorio en el oriente asturiano, entre los ríos Sella y Deva con Cangas de Onís como centro urbano, dominado por Don Pelayo después de la batalla de Covadonga y que daría origen al Reino de Asturias.

### Cantabria
- Para Lasaga Larreta, en 1865, Primorias sería un territorio en lo que en la actualidad es la comarca de los valles Pasiegos.[2]
- Para Escagedo Salmón, en 1919, Primorías sería una ciudad situada en la montaña de Termuda (Somballe, municipio de Santiurde de Reinosa), siendo una de las cinco plazas fuertes que defenderían el flanco sur de Cantabria.[3]